# Lallie North (Dakota del Norte)
Lallie North es un territorio no organizado ubicado en el condado de Benson en el estado estadounidense de Dakota del Norte. En el Censo de 2010 tenía una población de 40 habitantes y una densidad poblacional de 0,54 personas por km².

## Geografía
Lallie North se encuentra ubicado en las coordenadas 48°4′8″N 99°7′38″O / 48.06889, -99.12722. Según la Oficina del Censo de los Estados Unidos, Lallie North tiene una superficie total de 73.89 km², de la cual 63.72 km² corresponden a tierra firme y (13.76%) 10.17 km² es agua.

## Demografía
Según el censo de 2010, había 40 personas residiendo en Lallie North. La densidad de población era de 0,54 hab./km². De los 40 habitantes, Lallie North estaba compuesto por el 90% blancos, el 0% eran afroamericanos, el 7.5% eran amerindios, el 0% eran asiáticos, el 0% eran isleños del Pacífico, el 0% eran de otras razas y el 2.5% pertenecían a dos o más razas. Del total de la población el 0% eran hispanos o latinos de cualquier raza.